# Ammophila mimica
Ammophila mimica är en biart som beskrevs av Menke 1966. Ammophila mimica ingår i släktet Ammophila och familjen grävsteklar. Inga underarter finns listade i Catalogue of Life.